# Ribatejo

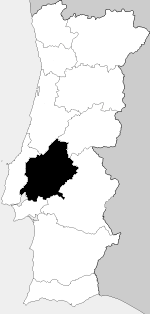
Antiga província de Ribatejo

El Ribatejo és una antiga província portuguesa, formalment constituïda per la reforma administrativa de 1936. Les províncies mai van tenir atribucions pràctiques i van desaparèixer del vocabulari administratiu (encara que no del vocabulari quotidià dels portuguesos) amb l'entrada en vigor de la Constitució de 1976.
Feia frontera al nord-oest amb la Beira Litoral, a l'oest i al sud amb Estremadura, al sud-est amb l'Alto Alentejo i al nord i nord-est amb la Beira Baixa. Estava constituït per 21 concejos, integrant gairebé completament al districte de Santarém, dos municipis del districte de Lisboa i un del districte de Portalegre.
- Districte de Lisboa: Azambuja, Vila Franca de Xira.

- Districte de Portalegre: Ponte de Sor.

- Districte de Santarém: Abrantes, Alcanena, Almeirim, Alpiarça, Benavente, Cartaxo, Chamusca, Constância, Coruche, Ferreira do Zêzere, Golegã, Rio Maior, Salvaterra de Magos, Santarém, Sardoal, Tomar, Torres Novas, Vila Nova da Barquinha.

La província del Ribatejo tenia com a seu la ciutat de Santarém. Si aquesta divisió administrativa encara avui estigués vigent, contaria de segur amb 22 municipis, ja que s'ha creat en aquest temps un més: Entroncamento, a l'haver-se segregat del de Vila Nova da Barquinha